# Beverlo-lied
Het Beverlo-lied is een Belgisch protestlied dat geschreven werd in de nasleep van de Eerste Wereldoorlog, toen in Europa een revolutionaire stemming heerste.
Het lied beschrijft het lot van de soldaten die in 1914 plotseling het Kamp van Beverlo moesten verlaten om de Duitse invallers te bevechten. De vele gewonden geraakten na de oorlog in vergetelheid en moesten zien rond te komen van een magere vergoeding. Het Beverlo-lied gebruikt dit gegeven als een felle aanklacht tegen het kapitalisme, in casu "de patroons", die te gierig waren om degenen die voor hun geld hadden gevochten, nog een cent toe te geven.
De geëngageerde vormingstheater-groep Internationale Nieuwe Scène bewerkte het lied voor een versie van Dario Fo's Mistero Buffo die vanaf 1972 werd uitgevoerd. Dit lied werd gezongen door Wannes Van de Velde.

## Tekst
De tekst van het lied is als volgt:
Er zijn soldaten uit Beverlo vertrokken.

Ze zijn als beesten naar 't front gedreven.

Ze zijn als beesten naar 't front gedreven,

naar 't schaamteloos kerkhof van onze jeugd.

 't Was in de winter, het ijs lag op de vlakte.

Mijn beide voeten zijn er bevroren.

Mijn beide voeten zijn er bevroren,

ik werd vervoerd naar een hospitaal.

Laat ons feesten, om ter meesten, dierelomleine, dierelomla.

Mijn beide voeten heeft men mij afgenomen.

Twee houten krukken heb 'k gekregen.

Twee houten krukken heb 'k gekregen,

en 'k werd naar het ouderhuis gestuurd.

Laat ons feesten....

Men heeft mij ook nog een staatspensioen gegeven,

van een paar centen, te weinig om te leven.

Zo word ik nu naar de bedelstaf gedreven

om niet te kreperen van hongersnood.

Laat ons feesten....

Ik heb door tal van landen gezworven,

en af en toe wat medelij verworven,

maar de patroons voor wier geld ik heb gevochten

gaven me geen cent toen ik er om vroeg.

Maar de patroons voor wier geld ik heb gevochten

gaven me geen cent toen ik er om vroeg.

Laat ons feesten....

## Externe bron
- De erfenis van de Groote Oorlog, met de muziek